# Jean Lafitte (Luisiana)
Jean Lafitte é uma cidade  localizada no estado americano de Luisiana, na Paróquia de Jefferson.

## Demografia
Segundo o censo americano de 2000, a sua população era de 2137 habitantes.
Em 2006, foi estimada uma população de 2195, um aumento de 58 (2.7%).

## Geografia
De acordo com o United States Census Bureau tem uma área de
16,2 km², dos quais 15,5 km² cobertos por terra e 0,7 km² cobertos por água.

## Localidades na vizinhança
O diagrama seguinte representa as localidades num raio de 20 km ao redor de Jean Lafitte.